# Coupe de France de futsal 2004-2005
Navigation
2003-2004 2005-2006
La Coupe nationale futsal 2004-2005 est la onzième édition de la Coupe de France de futsal. La finale se déroule les 26 et 27 mars 2005 aux Ponts-de-Cé.
Ce dernier tour comprend huit équipes qualifiées après des demi-finales nationales. Comme l'année précédente, les deux clubs remportant les groupes de la phase de poule perdent en demi-finale. Lors du match pour la victoire, le Roubaix Futsal remporte sa troisième Coupe nationale en venant à bout de l'Issy-les-Moulineaux Futsal aux tirs au but. Ce dernier dispute alors la première de ses trois finales consécutives. L'ASF Andrézieux-Bouthéon, vainqueur en 2001, complète le podium.

## Qualifications

### Phase régionale
En avril 2005, Michel Muffat-Joly, président de la commission centrale de futsal de la Fédération française de football, se réjouit : « Cette année, 1 358 clubs ont participé à la Coupe de France ».

### Demi-finales de qualification
Le Red Star atteint le dernier carré, éliminé par Créteil futsal.
En s'imposant sur le site d'Hochfelden en demi-finale de la coupe nationale futsal, La Sentinelle Footbulls se qualifie pour la finale nationale en écartant le FC Mulhouse, tenant du titre. Deuxième de sa poule, La Sentinelle bat Ostwald 3-1 en demi finale du tournoi puis 2-1 face à Mulhouse en finale.
Le Roubaix Futsal obtient sa qualification à Rennes contre ASC Lisieux, Champs Futsal, USI Tinteniac et Club des Artistes Villepinte.

## Finale à huit

### Organisation
La dernière semaine de mars (26 et 27 mars 2005) voit se disputer la onzième finale de la Coupe de France de futsal dans la salle Athlétis aux Ponts-de-Cé, près d'Angers (Maine-et-Loire). À l'issue des phases préliminaires, les huit meilleures équipes de futsal français jouent pour le titre national le plus important. Celles-ci sont réparties en deux groupes disputés en tournoi toutes rondes, dont les deux premiers s'affrontent en demi-finales croisées à élimination directe.
| Club                         | Ligue régionale de football |
| ---------------------------- | --------------------------- |
| La Sentinelle Footbulls      | Nord-Pas-de-Calais          |
| AS Forez Andrézieux-Bouthéon | Rhône-Alpes                 |
| L'Étrat Sportif              | Rhône-Alpes                 |
| Montpellier Petit-Bard       | Languedoc-Roussillon        |
| Entente Aubusson             | Centre-Ouest                |
| Issy-les-Moulineaux Futsal   | Paris-Île de France         |
| SR Colmar                    | Alsace                      |
| Roubaix Futsal               | Nord-Pas-de-Calais          |

### Phase de groupe
| Résultats                | Pts |
| ------------------------ | --- |
| Victoire                 | 4   |
| Victoire aux tirs au but | 2   |
| Défaite aux tirs au but  | 1   |
| Défaite                  | 0   |

Tous les matchs du groupe A se décantent aux tirs au but sauf un. L'AS Forez Andrézieux-Bouthéon termine second grâce à une meilleure attaque en prenant en compte les tirs-aux-but inscrits (neuf contre cinq pour le Montpellier Petit-Bard). 

### Phase finale
Tous les matchs de la phase finale sauf la finale se soldent sur le même score : 2-3 pour la seconde équipe. Ainsi, comme lors de l'édition précédente, ce sont les deux équipes ayant terminé seconde de leur groupe qui se qualifient pour la finale, Roubaix et Issy-les-Moulineaux.
|  | Demi-finales        | Demi-finales |                        |         | Finale | Finale |
|  | Demi-finales        | Demi-finales |                        |         | Finale | Finale |
|  |                     |              |                        |         |        |        |
|  | 14h00               | 14h00        |                        |         | 17h00  | 17h00  |
|  | 14h00               | 14h00        |                        |         | 17h00  | 17h00  |
|  | L'Étrat Sportif     | 2            |                        |         | 17h00  | 17h00  |
|  | L'Étrat Sportif     | 2            |                        |         | 17h00  | 17h00  |
|  | Roubaix Futsal      | 3            |                        |         | 17h00  | 17h00  |
|  | Roubaix Futsal      | 3            | Roubaix Futsal         | 3 tab 2 |        |        |
|  | 14h45               |              | Roubaix Futsal         | 3 tab 2 |        |        |
|  |                     | Issy Futsal  | 3 tab 1                |         |        |        |
|  | Andrézieux-Bouthéon | Issy Futsal  | 3 tab 1                | 2       |        |        |
|  | Andrézieux-Bouthéon |              |                        | 2       |        |        |
|  | Issy Futsal         | 3            |                        |         |        |        |
|  | Issy Futsal         | 3            | Match pour la 3e place |         |        |        |
|  |                     |              |                        |         |        |        |
|  | 15h45               |              |                        |         |        |        |
|  |                     |              |                        |         |        |        |
|  | L'Étrat Sportif     | 2            |                        |         |        |        |
|  | L'Étrat Sportif     | 2            |                        |         |        |        |
|  | Andrézieux-Bouthéon | 3            |                        |         |        |        |
|  | Andrézieux-Bouthéon | 3            |                        |         |        |        |

#### Finale
La victoire finale revient au Roubaix Futsal après la séance de tirs au but (3-3 t. a. b. 2-1),. Le club conquiert son deuxième titre en trois éditions après le triomphe lors de l'édition 2003 sous son ancien nom de Roubaix 3 Ponts. La deuxième place revient à Issy-les-Moulineaux, club qui fournit alors plusieurs joueurs[Lesquels ?] à l'équipe de France.
| Entraîneur : |
| Malik Laouar |

| Entraîneur : |
| Malik Laouar |

## Pour approfondir